# Sport Karolinka
Sport Karolinka byl český fotbalový klub z města Karolinka, který vznikl v roce 1931 a zanikl roku 2000 sloučením s FC Velké Karlovice do FC Velké Karlovice + Karolinka. Svá utkání hrál na fotbalovém stadionu v Karolince. V sezoně 1980/81 se účastnil 3. nejvyšší soutěže.

## Historické názvy
Zdroj:
- 1931 – SK Valašská Slavia Nový Hrozenkov (Sportovní klub Valašská Slavia Nový Hrozenkov)
- 1938 – zánik
- 1940 – obnovena činnost jako MNS Nový Hrozenkov (Mládež národního souručenství Nový Hrozenkov)
- 1941 – SK Karolinina Huť (Sportovní klub Karolinina Huť)
- 1948 – Sokol Karolinina Huť
- 1951 – Sokol Karolinka
- 1953 – TJ Jiskra Karolinka (Tělovýchovná jednota Jiskra Karolinka)
- 1969 – TJ Sklo Karolinka (Tělovýchovná jednota Sklo Karolinka)
- 1976 – TJ MS Karolinka (Tělovýchovná jednota Moravské sklárny Karolinka)
- 1997 – Sport Karolinka
- 2000 – sloučen s FC Velké Karlovice do FC Velké Karlovice + Karolinka

## Stadion
V červnu 1986 byl dostavěn nový sportovní areál s travnatou plochou o rozměrech 104×70 metrů, zmodernizovány byly mj. šatny, sprchy, klubovna a bufet. Stadion byl slavnostně otevřen atraktivním mezinárodním utkáním Interpoháru mezi úřadujícím československým mistrem TJ Vítkovice a švédským IFK Göteborg. Tento zápas, který řídil Dušan Krchňák, se hrál v sobotu 28. června 1986 před 3 tisícovkami diváků a Vítkovice zvítězily 3:1 (poločas 2:0). Branky domácích vstřelili Zdeněk Lorenc, Bohuš Keler a Luděk Kovačík, za hosty skóroval Bjur.

## Umístění v jednotlivých sezonách
Legenda: Z - zápasy, V - výhry, R - remízy, P - porážky, VG - vstřelené góly, OG - obdržené góly, +/- - rozdíl skóre, B - body, červené podbarvení - sestup, zelené podbarvení - postup, fialové podbarvení - reorganizace, změna skupiny či soutěže
| Československo (1974 – 1993) |                                            |                                            |                                            |                                            |                                            |                                            |                                            |                                            |                                            |                                            |                                            |
| Sezóny                       | Liga                                       | Úroveň                                     | Z                                          | V                                          | R                                          | P                                          | VG                                         | OG                                         | +/-                                        | B                                          | Pozice                                     |
| 1974/75                      | I. A třída Severomoravského kraje – sk. ?  | 6                                          | 26                                         | 15                                         | 6                                          | 5                                          | 57                                         | 27                                         | +30                                        | 36                                         | 1.                                         |
| 1975/76                      | Severomoravský krajský přebor              | 5                                          | 30                                         | ...                                        | ...                                        | ...                                        | ...                                        | ...                                        | ...                                        | 26                                         | 13.                                        |
| 1976/77                      | Severomoravský krajský přebor              | 5                                          | 30                                         | ...                                        | ...                                        | ...                                        | ...                                        | ...                                        | ...                                        |                                            | 7.                                         |
| 1977/78                      | Severomoravský krajský přebor              | 4                                          | 30                                         | ...                                        | ...                                        | ...                                        | ...                                        | ...                                        | ...                                        | 27                                         | 13.                                        |
| 1978/79                      | Severomoravský krajský přebor              | 4                                          | 30                                         | ...                                        | ...                                        | ...                                        | ...                                        | ...                                        | ...                                        |                                            | 6.                                         |
| 1979/80                      | Severomoravský krajský přebor              | 4                                          | 30                                         | ...                                        | ...                                        | ...                                        | ...                                        | ...                                        | ...                                        |                                            | 1.                                         |
| 1980/81                      | Divize D                                   | 3                                          | 30                                         | 8                                          | 7                                          | 15                                         | 35                                         | 47                                         | −12                                        | 23                                         | 15.                                        |
| 1981/82                      | Divize D                                   | 4                                          | 26                                         | 8                                          | 7                                          | 11                                         | 32                                         | 44                                         | −12                                        | 23                                         | 10.                                        |
| 1982/83                      | Divize D                                   | 4                                          | 26                                         | 9                                          | 4                                          | 13                                         | 31                                         | 45                                         | −14                                        | 22                                         | 12.                                        |
| 1983/84                      | Divize D                                   | 4                                          | 26                                         | 1                                          | 4                                          | 21                                         | 16                                         | 61                                         | −45                                        | 6                                          | 14.                                        |
| 1984/85                      | Severomoravský krajský přebor – sk. B      | 5                                          | 26                                         | ...                                        | ...                                        | ...                                        | ...                                        | ...                                        | ...                                        |                                            |                                            |
| 1985/86                      | Severomoravský krajský přebor – sk. B      | 5                                          | 26                                         | ...                                        | ...                                        | ...                                        | ...                                        | ...                                        | ...                                        |                                            |                                            |
| 1986/87                      | Severomoravský krajský přebor              | 5                                          | 30                                         | 11                                         | 6                                          | 13                                         | 29                                         | 49                                         | −20                                        | 28                                         | 8.                                         |
| 1987/88                      | Severomoravský krajský přebor              | 5                                          | 30                                         | 9                                          | 8                                          | 13                                         | 37                                         | 44                                         | −7                                         | 26                                         | 10.                                        |
| 1988/89                      | Severomoravský krajský přebor              | 5                                          | 30                                         | 10                                         | 9                                          | 11                                         | 38                                         | 40                                         | −2                                         | 29                                         | 9.                                         |
| 1989/90                      | Severomoravský krajský přebor              | 5                                          | 30                                         | ...                                        | ...                                        | ...                                        | ...                                        | ...                                        | ...                                        |                                            | 16.                                        |
| 1990/91                      | I. A třída Severomoravského kraje – sk. ?  | 6                                          | 26                                         | ...                                        | ...                                        | ...                                        | ...                                        | ...                                        | ...                                        |                                            |                                            |
| 1991/92                      | I. A třída Středomoravské župy – sk. A     | 6                                          | 26                                         | ...                                        | ...                                        | ...                                        | ...                                        | ...                                        | ...                                        |                                            |                                            |
| 1992/93                      | I. A třída Středomoravské župy – sk. A     | 6                                          | 26                                         | 7                                          | 7                                          | 12                                         | 26                                         | 47                                         | −21                                        | 21                                         | 11.                                        |
| Česko (1993 – 2000)          |                                            |                                            |                                            |                                            |                                            |                                            |                                            |                                            |                                            |                                            |                                            |
| Sezóny                       | Liga                                       | Úroveň                                     | Z                                          | V                                          | R                                          | P                                          | VG                                         | OG                                         | +/-                                        | B                                          | Pozice                                     |
| 1993/94                      | I. A třída Středomoravské župy – sk. A     | 6                                          | 26                                         | 8                                          | 6                                          | 12                                         | 25                                         | 44                                         | −19                                        | 22                                         | 11.                                        |
| 1994/95                      | I. A třída Středomoravské župy – sk. A     | 6                                          | 26                                         | 9                                          | 6                                          | 11                                         | 34                                         | 41                                         | −7                                         | 33                                         | 9.                                         |
| 1995/96                      | I. A třída Středomoravské župy – sk. A     | 6                                          | 26                                         | 3                                          | 5                                          | 18                                         | 15                                         | 54                                         | −39                                        | 14                                         | 14.                                        |
| 1996/97                      | I. B třída Středomoravské župy – sk. A     | 7                                          | 26                                         | 10                                         | 4                                          | 12                                         | 33                                         | 47                                         | −14                                        | 34                                         | 9.                                         |
| 1997/98                      | Mužstvo nebylo přihlášeno v žádné soutěži. | Mužstvo nebylo přihlášeno v žádné soutěži. | Mužstvo nebylo přihlášeno v žádné soutěži. | Mužstvo nebylo přihlášeno v žádné soutěži. | Mužstvo nebylo přihlášeno v žádné soutěži. | Mužstvo nebylo přihlášeno v žádné soutěži. | Mužstvo nebylo přihlášeno v žádné soutěži. | Mužstvo nebylo přihlášeno v žádné soutěži. | Mužstvo nebylo přihlášeno v žádné soutěži. | Mužstvo nebylo přihlášeno v žádné soutěži. | Mužstvo nebylo přihlášeno v žádné soutěži. |
| 1998/99                      | Okresní soutěž Vsetínska                   | 9                                          | ...                                        | ...                                        | ...                                        | ...                                        | ...                                        | ...                                        | ...                                        | ...                                        | 1.                                         |
| 1999/00                      | Okresní přebor Vsetínska                   | 8                                          | ...                                        | ...                                        | ...                                        | ...                                        | ...                                        | ...                                        | ...                                        | ...                                        |                                            |